# Gobernación de Chernígov
La gobernación de Chernígov (en ucraniano: Чернігівська губернія, Cherníhivska gubérniya; en ruso antes de la reforma ortográfica: Черниговская губерния, romanización: Chernígovskaya gubérniya) fue una gobernación del Imperio ruso.

## Correspondencia con la actualidad
La gobernación comprendía totalmente o grandes porciones de los óblast actuales de:
- Óblast de Chernígov, cuya capital es Chernígov, también capital de la gobernación.
- Óblast de Sumy

También comprende porciones más o menos pequeñas de los actuales:
- Territorios de la actual Rusia, en la frontera con la actual Ucrania
- Óblast de Kiev

## Subdivisiones en uyezd
Los uyezd en los que se dividía la gobernación de Chernígov en las disposiciones de 1796 eran:
- Uyezd de Borzná (Borzná)
- Uyezd de Glújov (Glújov/Hlújiv)
- Uyezd de Gorodniá (Gorodniá)
- Uyezd de Kozelets (Kozelets)
- Uyezd de Konotop (Konotop)
- Uyezd de Krolevéts (Krolevéts)
- Uyezd de Mglin (Mglin)
- Uyezd de Nezhin (Nezhin/Nizhyn)
- Uyezd de Nóvgorod-Síverski (Nóvgorod-Síverski)
- Uyezd de Novozíbkov (Novozíbkov)
- Uyezd de Oster (Oster)
- Uyezd de Sósnitsa (Sósnitsa/Sósnytsia)
- Uyezd de Starodub (Starodub)
- Uyezd de Surazh (Surazh)
- Uyezd de Chernígov (Chernígov/Cherníhiv)[1]

De ellos, 11 estaban en territorio habitado por ucranianos: Borzná, Hlújiv, Horodniá, Kozelets, Konotop, Krolevéts, Nizhyn, Nóvhorod-Síverksi, Oster, Sósnytsia y Cherníhiv.
La gobernación de Chernígov cubría un área total de 52.396 km² y tenía una población de 2.298.000, según el censo del Imperio ruso de 1897. En 1914, la población era de 2.340.000. En 1918, pasó a formar parte de la República Popular Ucraniana y se transformó en la gobernación de Cherníhiv.

## Idioma

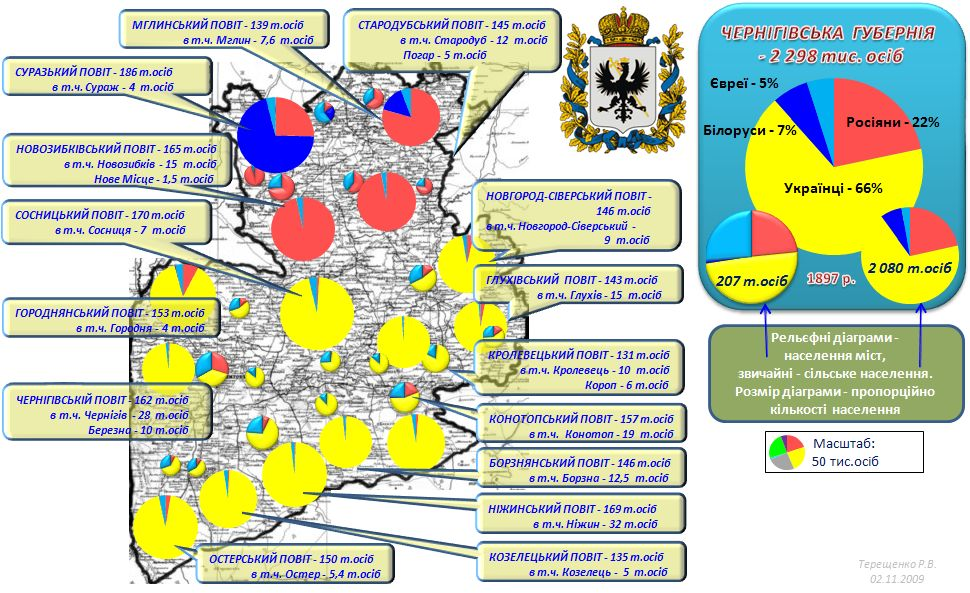
Censo imperial de 1897

En el momento del censo imperial de 1897. En negrita se muestran los idiomas hablados por más personas que el idioma estatal.
| Idioma                                        | Número    | Porcentaje (%) | Hombres   | Mujeres   |
| --------------------------------------------- | --------- | -------------- | --------- | --------- |
| Ucraniano                                     | 1 526 072 | 66.41          | 747 721   | 778 351   |
| Ruso                                          | 495 963   | 21.58          | 236 842   | 259 121   |
| Bielorruso                                    | 151 465   | 6.59           | 73 691    | 77 774    |
| Yidis                                         | 113 787   | 4.95           | 54 724    | 59 063    |
| Alemán                                        | 5306      | 0.23           | 2664      | 2642      |
| Polaco                                        | 3302      | 0.14           | 1775      | 1527      |
| Personas que no mencionaron su lengua materna | 74        | >0.01          | 32        | 42        |
| Otros                                         | 1885      | >0.01          | 1247      | 638       |
| Total                                         | 2 297 854 | 100            | 1 118 696 | 1 179 158 |

## Personas notables
- Elizaveta I. Gnevusheva (1916-1994), historiadora, orientalista, profesora universitaria, publicista